# Histondeacetylas
Histondeacetylas eller HDAC är en klass av enzymer som tar bort acetylgrupper från histoners ε-N-acetyl-lysinrester. Detta gör histonen mer benägen att binda till DNA:t, vilket gör kromatinstrukturen mindre lucker och mindre tillgänglig för transkription. Deacetylering öppnar även upp möjligheten till metylering på ε-N-lysin-positionen, vilket gör att histonen binder ännu hårdare till DNA:t.

## Histondeacetylasklasser i högre eukaryoter
HDACs är klassificerade enligt fyra klasser beroende på sekvenslikhet och organisation av dess domäner:
- Klass I
- Klass II:
  - Klass IIA
  - Klass IIB
- Klass III (häri ingår Sirtuinerna, en speciell form av HDAC som återfinns hos däggdjur)
- Klass IV

Alla HDAC:er utom klass III innehåller zink och anses därför vara zinkberoende HDAC:s.

## Läkemedel som påverkar HDAC
Flera antiepileptika hämmar HDAC:s, valproinsyra är ett sådant läkemedel. HDAC:ar påverkar inte bara acetyleringen av histoner, utan även på en stor mängd andra enzymer och proteiner. På så vis reglerar HDAC även dessa proteiners aktivitet.
Histondeacetylashämmare har dessutom visat sig kunna påverka transkriptionen av proapoptotiska gener. Genom att ge läkemedel som hämmar HDAC:s har man kunnat påverka överlevnaden bland annat vid svår blodförlust på grund av blödning. 